# Фараджев, Чингиз Алиш оглы
Чингиз Алиш оглы Фараджев (азерб. Çingiz Əliş oğlu Fərəcov, 22 июля 1942 — 15 декабря 2016) — советский хозяйственный, государственный и политический деятель.

## Биография
Родился в 1942 году в Халафше. Член КПСС.
С 1961 года — на хозяйственной, общественной и политической работе. В 1961—2016 гг. — старший пастух, ветеринар 9-й бригады овцеводства животноводческого совхоза села Алтыагач города Сумгаит, внештатный секретарь Сумгаитского комитета комсомола, второй секретарь Апшеронского комитета комсомола, инструктор, заведующий отделом, заместитель заведующего отделом комсомольских организаций ЦК ЛКСМ Азербайджана, помощник секретаря ЦК Компартии Азербайджана по сельскому хозяйству, первый секретарь Астаринского райкома КП Азербайджана, первый секретарь Девечинского райкома КП Азербайджана, первый секретарь Хачмазского райкома КП Азербайджана, заместитель заведующего отделом экономического развития Президиума Верховного Совета Азербайджанской ССР, начальник Главного управления животноводства, разведения и пастбищ Министерства сельского хозяйства Азербайджана.
Избирался депутатом Верховного Совета Азербайджанской ССР 10-го, 11-го и 12-го созывов.
Умер в Баку в 2016 году.